# (34752) 2001 QU105
2001 QU105 (asteroide 34752) é um asteroide da cintura principal. Possui uma excentricidade de 0.10035090 e uma inclinação de 2.94757º.
Este asteroide foi descoberto no dia 23 de agosto de 2001 por LINEAR em Socorro.